# Eugene Robert Glazer
Eugene Robert Glazer (Brooklyn, 16 dicembre 1942) è un attore statunitense.

## Biografia
Eugene Robert Glazer è nato ed ha vissuto a Brooklyn, svolgendo diversi lavori, sino all'età di 20 anni. Nel 1970 infatti si trasferì a Los Angeles per seguire la sua carriera come attore. Glazer ha recitato in parecchi ruoli teatrali ed interpretato svariati ruoli in serie TV e film, tra cui il ruolo di Operation nella serie TV Nikita.
Attualmente Glazer risiede in California accanto alla moglie l'attrice greca Xenia Gratsos.

## Filmografia

### Cinema
- The Clonus Horror, regia di Robert S. Fiveson (1979)
- City Girl, regia di Martha Coolidge (1984)
- Non toccate le ragazze (Joy of Sex), regia di Martha Coolidge (1984)
- Vendetta (Angels Behind Bars), regia di Bruce Logan (1986)
- Hunter's Blood, regia di Robert C. Hughes (1986)
- Hollywood Shuffle, regia di Robert Townsend (1987)
- Senza via di scampo (No Way Out), regia di Roger Donaldson (1987)
- La forza della volontà (Stand and Deliver), regia di Ramón Menéndez (1988)
- Scappa, scappa... poi ti prendo! (I'm Gonna Git You Sucka), regia di Keenen Ivory Wayans (1988)
- Harlem Nights, regia di Eddie Murphy (1989)
- Terrore senza volto (Intruder), regia di Scott Spiegel 1989
- Dollman, regia di Albert Pyun (1991)
- A scuola di ballo (Stepping Out), regia di Lewis Gilbert (1991)
- The Five Heartbeats, regia di Robert Townsend (1991)
- Priorità assoluta (Eve of Destruction), regia di Duncan Gibbins (1991)
- Bounty Tracker - Poliziotto a Los Angeles (Bounty Tracker), regia di Kurt Anderson (1993)
- Scanner Cop II, regia di Steve Barnett (1995)
- Skyscraper, regia di Raymond Martino (1996)
- Un party per Nick (It's My Party), regia di Randal Kleiser (1996)

### Televisione
- Charlie's Angels – serie TV, 1 episodio (1980)
- Hill Street giorno e notte (Hill Street Blues) – serie TV, 1 episodio (1981)
- T.J. Hooker – serie TV, 1 episodio (1983)
- Falcon Crest – serie TV, 1 episodio (1984)
- Whiz Kids – serie TV, 1 episodio (1984)
- Troppo forte! (Sledge Hammer!) – serie TV, 1 episodio (1987)
- Night Heat  – serie TV, 1 episodio (1988)
- Ai confini della realtà (The Twilight Zone) – serie TV, episodio 3x30 (1989)
- Dallas – serie TV, 1 episodio (1990)
- Counterstrike – serie TV, 2 episodi (1990-1993)
- Sweating Bullets – serie TV, 2 episodi (1991)
- Street Legal – serie TV, 1 episodio (1991)
- The Women of Windsor, regia di Steven Hilliard Stern – film TV (1992)
- E.N.G. – serie TV, 5 episodi (1992-1993)
- Profumo di morte (The Substitute), regia di Martin Donovan – film TV (1993)
- Kung Fu: la leggenda continua (Kung Fu: The Legend Continues) – serie TV, 1 episodio (1993)
- I giustizieri della notte (Dark Justice) – serie TV, 1 episodio (1993)
- Secret Service – serie TV, 1 episodio (1993)
- Walker Texas Ranger – serie TV, 1 episodio (1994)
- Police file – serie TV (1994)
- Golden Will: The Silken Laumann Story, regia di Eric Till – film TV (1996)
- F/X: The series – serie TV, 1 episodio (1996)
- A Prayer in the Dark , regia di Jerry Ciccoritti – film TV (1997)
- La verità sepolta (While My Pretty One Sleeps), regia di Jorge Montesi – film TV (1997)
- Nikita – serie TV (1997-2001)
- Open Mike with Mike Bullard – serie TV, 1 episodio (1998)
- Per amore di Evangeline (Loving Evangeline), regia di Timothy Bond – film TV (1999)
- Night Man – serie TV, 1 episodio (1999)
- 24 – serie TV, 2 episodi (2003)
- Mutant X – serie TV, 1 episodio (2003)
- The Division – serie TV, 1 episodio (2004)
- Streghe (Charmed) – serie TV, 1 episodio (2005)
- CSI: New York – serie TV, 1 episodio (2006)
- General Hospital – serie TV, 1 episodio (2006)
- Cold Case - Delitti irrisolti (Cold Case) - serie TV, episodio 4x07 (2006)

## Doppiatori italiani
Nelle versioni in italiano delle opere in cui ha recitato, Eugene Robert Glazer è stato doppiato da:
- Franco Zucca in Nikita
- Toni Orlandi in CSI: NY
- Sergio Di Stefano in Cold Case - Delitti irrisolti